# Naqoyqatsi
Naqoyqatsi, también conocido como Naqoyqatsi: Life as War, es un film documental realizado en el año 2002. Es la última parte de la Trilogía qatsi (la primera Koyaanisqatsi de 1983 y la segunda Powaqqatsi de 1988) y dirigida como las anteriores por Godfrey Reggio. El film se focaliza en la transición de la sociedad a un entorno natural desde la técnica y la industrialización. El título del film proviene de la lengua indígena de la tribu hopi y significa ‘La vida como guerra’.
- Datos: Q281853
- Multimedia: Naqoyqatsi / Q281853